# ジョシュ・ベル (1986年生の内野手)
ジョシュア・リー・ベル（Joshua Lee Bell , 1986年11月13日 - ）は、アメリカ合衆国イリノイ州ロックフォード出身の元プロ野球選手（三塁手）。

## 経歴

### マイナー時代
2005年のMLBドラフトで、ロサンゼルス・ドジャースに4巡目指名され入団。この年は、傘下ルーキーリーグでプレーした。
2006年は、傘下ルーキー+のオグデン・ラプターズでプレーした。
2007年は、傘下Aのグレートレイクス・ルーンズと傘下A+のインランド・エンパイア・シックスティシクサーズでプレーした。
2009年は、開幕を傘下AAのチャタヌーガ・ルックアウツで迎えた。

### オリオールズ時代
2009年7月30日に、ジョージ・シェリルとのトレードでスティーブ・ジョンソンと共にボルチモア・オリオールズへ移籍した。
2010年7月1日に、本塁打後に左ハムストリングを負傷したルーク・スコットに替わってメジャー初昇格を果たした。
2011年は、開幕を傘下AAAのノーフォーク・タイズで迎えた。
2012年4月17日に、ルイス・エクスポジトを40人枠に登録するためにDFAとなった。

### オリオールズ退団後
2012年4月21日に、後日指名選手でのトレードでアリゾナ・ダイヤモンドバックスへ移籍した（最終的に、マイク・ベルフィオーレがオリオールズへ移籍した）。オフにFAに。
2013年1月10日に、シカゴ・ホワイトソックスとマイナー契約を結び、同日に、傘下AAAのシャーロット・ナイツへ異動した。5月7日に放出され、17日にニューヨーク・ヤンキースとマイナー契約を結び、傘下AAAのスクラントン・ウィルクスバリ・レイルライダースへ異動した。7月10日に、放出された。12月16日に、古巣のロサンゼルス・ドジャースとマイナー契約を結んだが、すぐに破棄し、翌年の1月10日にKBO・LGツインズと契約を結んだ。
2014年シーズン、開幕当初は本塁打を量産したが5月以降の不振から立ち直れず、7月2日ウェーバー公示され退団となった。
2015年2月13日にサンディエゴ・パドレスとマイナー契約を結んだが、5月20日に解雇となり、6月2日にメキシカンリーグのベラクルス・レッドイーグルスと契約。7月9日に解雇となる。
2016年からはアトランティックリーグのランカスター・バーンストーマーズに4シーズン在籍。

## 詳細情報

### 年度別打撃成績
| 年 度    | 球 団    | 試 合 | 打 席 | 打 数 | 得 点 | 安 打 | 二 塁 打 | 三 塁 打 | 本 塁 打 | 塁 打 | 打 点 | 盗 塁 | 盗 塁 死 | 犠 打 | 犠 飛 | 四 球 | 敬 遠 | 死 球 | 三 振 | 併 殺 打 | 打 率 | 出 塁 率 | 長 打 率 | O P S |
| -------- | -------- | ----- | ----- | ----- | ----- | ----- | -------- | -------- | -------- | ----- | ----- | ----- | -------- | ----- | ----- | ----- | ----- | ----- | ----- | -------- | ----- | -------- | -------- | ----- |
| 2010     | BAL      | 53    | 161   | 159   | 15    | 34    | 5        | 0        | 3        | 48    | 12    | 0     | 1        | 0     | 0     | 2     | 0     | 0     | 53    | 4        | .214  | .224     | .302     | .525  |
| 2011     | BAL      | 26    | 65    | 61    | 6     | 10    | 0        | 0        | 0        | 10    | 6     | 0     | 0        | 0     | 0     | 4     | 0     | 0     | 25    | 1        | .164  | .215     | .164     | .379  |
| 2012     | ARI      | 21    | 56    | 52    | 3     | 9     | 2        | 0        | 1        | 14    | 4     | 0     | 0        | 0     | 0     | 4     | 1     | 0     | 14    | 3        | .173  | .232     | .269     | .501  |
| 2014     | LG       | 63    | 275   | 240   | 33    | 64    | 8        | 1        | 10       | 104   | 39    | 3     | 0        | 0     | 4     | 30    | 2     | 1     | 56    | 10       | .267  | .345     | .433     | .739  |
| MLB：3年 | MLB：3年 | 100   | 282   | 272   | 24    | 53    | 7        | 0        | 4        | 72    | 22    | 0     | 1        | 0     | 0     | 10    | 1     | 0     | 92    | 8        | .195  | .223     | .265     | .488  |
| KBO：1年 | KBO：1年 | 63    | 275   | 240   | 33    | 64    | 8        | 1        | 10       | 104   | 39    | 3     | 0        | 0     | 4     | 30    | 2     | 1     | 56    | 10       | .267  | .345     | .433     | .739  |

- 2017年度シーズン終了時

### 背番号
- 25（2010年）
- 50（2011年）
- 15（2012年）
- 00（2014年）